# Barachty
Barachty (ukrainisch Барахти; russisch Барахты, polnisch Barachty) ist ein Dorf in der ukrainischen Oblast Kiew mit etwa 1200 Einwohnern (2001).

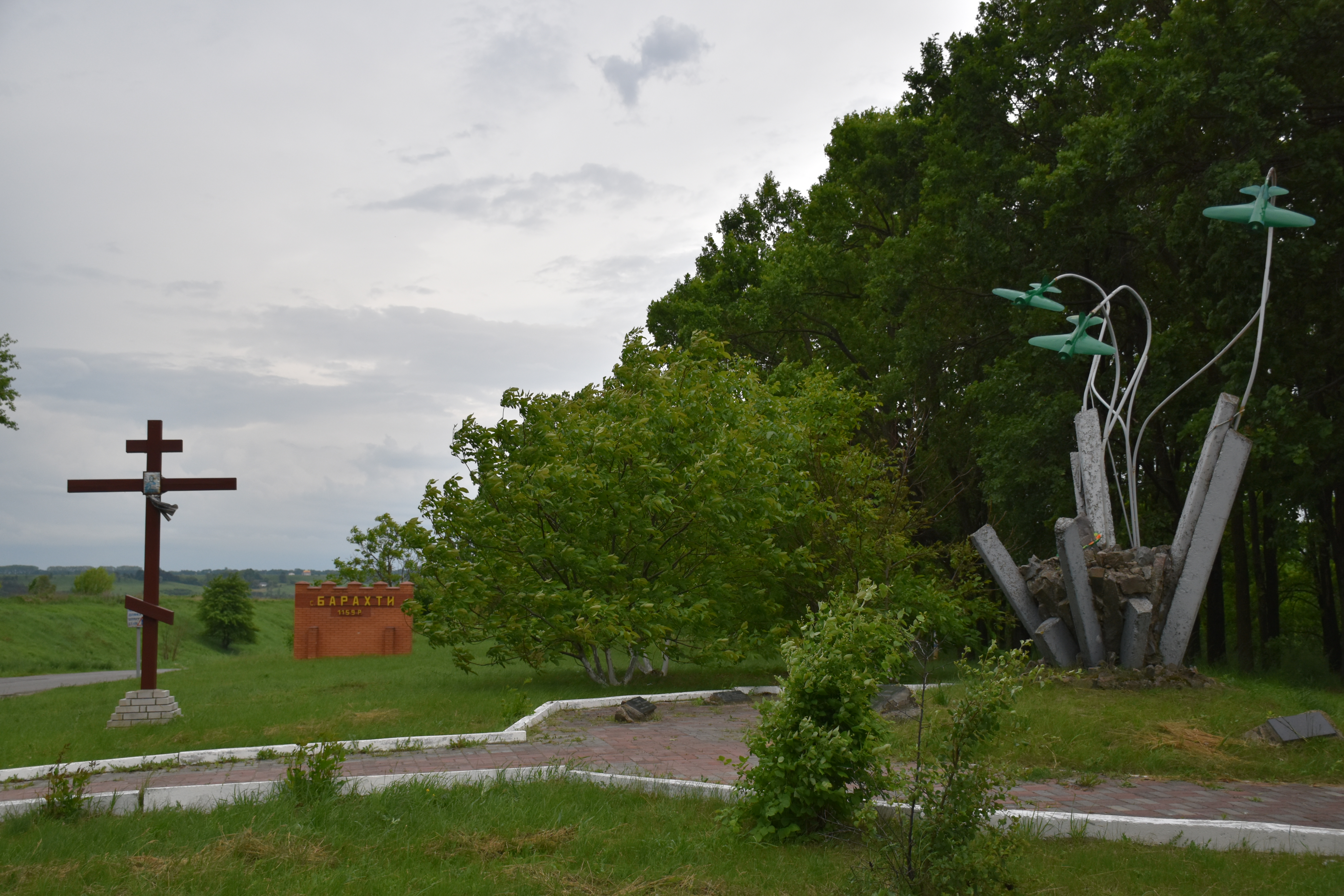
Denkmal für die gefallenen sowjetischen Piloten

Das erstmals 1159 schriftlich erwähnte Dorf trug ursprünglich den Namen Petrytschi (Петричі).
Das Dorf liegt auf einer Höhe von 127 m am Ufer der Barachtjanka (Барахтянка), einem 15 km langen Nebenfluss der Stuhna (Стугна), 9 km südöstlich vom ehemaligen Rajonzentrum Wassylkiw und 45 km südlich vom Oblastzentrum Kiew.
Durch das Dorf verläuft die Regionalstraße P–19.
Am 12. Juni 2020 wurde das Dorf ein Teil der neugegründeten Stadtgemeinde Wassylkiw, bis dahin bildete es die gleichnamige Landratsgemeinde Barachty (Барахтівська сільська рада/Barachtiwska silska rada) im Norden des Rajons Wassylkiw.
Am 17. Juli 2020 kam es im Zuge einer großen Rajonsreform zum Anschluss des Rajonsgebietes an den Rajon Obuchiw.

## Geschichte
Das Dorf Barakhty war ein Wolostzentrum des Wolost Barakhtyansky des Bezirks Vasilkovsky des Kiewer Gouvernements. Im Dorf stand die St.-Michael-Kirche. In der Antike hieß das Dorf Barakhty Petrichino (Petrichi), und der erste Buchstabe in der Aufzeichnung handelt von dem, was in der Schenkungsurkunde von Großherzog Andrej Jurjewitsch im Jahr 1159 stand.